# 가모우 히로시
가모우 히로시(일본어: ガモウ ひろし 가모우 히로시[*], 1962년 8월 17일 ~ )는 일본의 남성 만화가이다. 도쿄도 태생으로, 사이타마현 고시가야시에 거주하고 있다.

## 내력
1984년, 『근암가면(根暗仮面)』으로 제21회 아카츠카상 가작에 선정된다.
1985년, 대학교 4학년 당시 7월 월간지 『프레시 점프』에서 『임기응변맨(臨機応変マン)』으로 데뷔한다. 해당 작품은 본인의 인생작(라이프 워크, ライフワーク)으로 손꼽힌다. 해당 작품 이후, 히어로를 주인공으로 한 개그 만화를 많이 남긴다.
1987년 『프레시 점프』에서 『슈퍼 보야켄짱(スーパーボーヤケンちゃん)』을 연재한다.
1990년 주간 소년 점프 18호에 특별 낭독 『트러블 곤충기(トラブル昆虫記)』를 게재한다.
1993년부터 1997년까지 주간 소년 점프에서 『떴다! 럭키맨』을 연재한다. 본인의 작품중 처음으로 가장 긴 연재(전 188화, 단행본 16권)가 되어, 애니메이션화, 게임화도 이루어져 명실상부한 대표작이 되었다. 연재 전 2년간은, 생활을 위해 무지각 무결근으로 샐러리맨을 계속하고 있었다.
1998년에 『나는 소년탐정 단♪♪(ぼくは少年探偵ダン♪♪)』, 2000년에 『바보같아!(バカバカしいの!)』를 주간 소년 점프에서 연재하지만, 두 작품 모두 반년 이내의 단기 연재작으로 끝내게 된다.
2003년, 「manga오모!」(슈에이샤)에서 『큐보전대 오모레인저(キューボ戦隊オモレンジャー)』를 게재한다.
2008년, 설레는 키즈북 시리즈(슈에이샤)에서 그림책 『데타 완츠 판츠군(でたぁーっ わんつーぱんつくん)』을 출간한다.
2009년, 『럭키맨』 문고본을 간행한다. 새롭게 그린 이야기와 후일담이 추가되어 있다. 또한, 완전판 『럭키맨』과 『소년 탐정 단』등이 수록된 『가모우 히로시 모음』집 2권이 간행되었다.
2010년, 작년내에 간행 예정이라고 발표되었던 『가모우 히로시 모음』집 3권이 간행 예정이라고 안내되었다. 표지는 독자 모집의 것이 될 예정이었다. 그러나 슈에이샤 코믹문고에서 2015년 5월, 발매 예정은 없다고 발표되었다.

## 인물
고시가야 시내에 실제로 존재하는 『가모(蒲生)』라고 하는 지명이 필명의 유래라고 여겨진다. 가모우 히로시의 집은 고시가야 레이크타운과 꽤 가까운 곳에 있다.
본명은 비공개이지만, 별명이 『테짱(てっちゃん)』인 것은 공개하고 있다.2명의 아이가 있다.
1970-80년대의 쟈니즈를 잘 알고, 특히 시부가키대의 노래에 관한 소재가 자주 등장한다.
『점프에서 가장 그림을 잘 못 그린다(ジャンプで一番絵が下手)』라는 말을 들은 작가였지만, 이에 대해 『그림을 잘 그려본 적은 없지만, 만화에 중요한 것은 사랑입니다(絵はうまいにこしたことはないが、漫画に大切なのは愛です)』라고 이야기하고 있다.
『럭키맨』의 연재 당시, 타 인기 연재 만화에는 적수가 없다고 자각하면서도 『가모우 주제에(ガモウのくせに)』라고 하는 말을 격려해, 발을 빼지 않고 필사적으로 그리고 있었음을 고백하고 있다.
2009년 이후의 활동은 공식적으로는 『판츠군(ぱんつくん)』의 출판과 『럭키맨』의 문고본 발매뿐이지만, 『어떻게 생계를 이어나가고 있는가』에 대해서, 상기의 그 활동 이외를 『가장 들어서는 안 되는 것』이라고 부드럽게 말하고 있다.
애연가였으나, 최근에는 금연에 힘써 하루 담배 4갑 이상에서 2갑 이하가 되었다고 한다.
개그콤비 한냐(はんにゃ)의 카네다 테츠(金田哲)에게 히토시 마츠모토(人志松本)의 ○○이야기에서 『럭키맨』을 소개받는 것을 본 가모우 히로시는, 『좋아한다고 말해주고 있는』사람이 『세상에는 더 많이 있을 것이다』라고 생각해 『(작품을) 그리고 있어서 다행이다』라고 눈물지었다.

## 작품 목록

### 연재
- 임기응변맨(臨機応変マン) - 프레시 점프 1985년 3·5·6월호(중 2호)에 첫 게재. 쇼와 60년(1985년) 8월호~ 62년(1987년) 6월호 및 프레시 점프 증간・ 더 여름방학 스페셜(フレッシュジャンプ増刊ザ・夏休みスペシャル)에 연재. 단행본 전 4권
- 슈퍼 보야켄짱(スーパーボーヤケンちゃん) - 프레시 점프 쇼와 62년(1987년) 10월호~63년(1988년) 12월호에 연재. 단행본 전 2권
- 떴다! 럭키맨[8]- 주간 소년 점프, 단행본 전 16권, 문고판 전 8권
- 나는 소년탐정 댄♪♪(ぼくは少年探偵ダン♪♪) - 주간 소년 점프 1998년 43호~ 1999년 11호에 연재. 단행본 전 2권
- 바보같아!(バカバカしいの!) - 주간 소년 점프 2000년 31호에 첫 게시, 49호~연재. 점프 페스타에서 2종의 트레이딩 카드가 발매되었다. 코믹스 전 1권, 『오합지졸(寄せ集め)』제1, 2권에 수록 ※가모우 히로시이노(ガモウひろ椎野) 명의

### 완결 및 단편
- 네쿠라가면(根暗仮面) - 소년 점프 코믹스 『임기응변맨(臨機応変マン)』제 4권에 수록
- 몬스터짱이 왔다! (モンスターちゃんがやって来た!, 전 4화) - 월간 프레시 점프 쇼와 60년 3·5·6월호 (중 2호), 1988년 1~2월호에 게재. 단행본 『임기응변맨(臨機応変マン)』제 4권에 2화, 『슈퍼 보야켄짱(スーパーボーヤケンちゃん)』제 2권에 나머지 2화를 수록.
- 트러블 곤충기(トラブル昆虫記) - 단행본 『떴다! 럭키맨』 및 『오합지졸(寄せ集め)』 제 1권에 수록.
- 21세기맨(21世紀マン) - 주간 소년 점프 1998년 4·5월 합병호에 게재. 『오합지졸(寄せ集め)』 제 1권에 수록.
- 봉쥬르 진으로 봉~!(ボンジュール ジンでボ～ン!) - 주간 소년 점프 2000년 5. 6합병호에 게재, 『오합지졸(寄せ集め)』 제 1권에 수록.
- 큐보 전대 오모레인저(キューボ戦隊オモレンジャー) - 슈에이샤 무크 『manga 오모!』 발매 기념 페이지용 웹 코믹 (FLASH 사이트)
- 카타르만(カタルマン) - 『가모우 히로시 오합지졸』 제1, 2권에 새로 쓴 만화로 수록.

### 그림책
- 데타 완츠 판츠군(でたぁーっ わんつーぱんつくん, 전 3권)

## 같이 보기
- 오바 츠구미 - 『데스노트』와 『바쿠만』의 만화 원작자이다. 신원 미상의 이른바 복면 작가이자 그 정체에 대해 여러 설 중 하나로 "가모우 히로시와 동일 인물"이라는 이야기가 있다. 오바 츠구미는, 가모우 히로시의 그림책 『데타 완츠 판츠군(でたぁーっ わんつーぱんつくん)』에 추천 코멘트를 붙였다.
- 마쿠하리(幕張) - 키타 야스아키(木田康昭)의 만화. 작중이나 잡지, 단행본 말 댓글에서 자주 가모우 히로시가 언급되고, 최종장에서는 가모우 히로시가 주인공이라고 밝혀진다. 답례로서 가모우 히로시의 단편작 『21세기맨(21世紀マン)』안에서 국민영예상(国民栄誉賞)을 받았다.